# Serraspina
Serraspina és un poble antic i despoblat de la Vall Fosca, al Pallars Jussà, pertanyent al municipi de la Torre de Cabdella. Fins al 1970 formava part de l'antic municipi de la Pobleta de Bellveí.
És al nord d'Envall, en els vessants sud-occidentals de la Serra Espina, a prop del límit del terme municipal, al lloc actualment conegut com les Bordes d'Envall. El seu accés és des del mateix poble d'Envall, per una pista de muntanya que puja cap al nord, en direcció a Serra Espina. El despoblat de Serraspina està situat entre els 1.240 i els 1.300 metres d'altitud. Encara perviu en aquell indret el topònim de les Capelles.

## Història
El 1718 hi constaven encara 6 habitants, però fou despoblat ja en aquell mateix segle. Entre 1812 i el febrer del 1847 Envall i Serraspina gaudiren, conjuntament, d'ajuntament propi. Es formà a partir de la promulgació de la Constitució de Cadis i el seu desplegament, i fou suprimit, agregant-lo a la Pobleta de Bellveí, a causa del límit fixat en la llei municipal del 1845 del mínim de 30 veïns (caps de família, aproximadament uns 150 habitants) indispensables per a mantenir l'ajuntament propi. Segons Pascual Madoz, a Serraspina hi havia hagut un convent de trinitaris.